# Filí de Cos (atleta)
Filí de Cos (grec antic: Φιλῖνος ὁ Κῷος), fill d'Hegèpolis, va ser un atleta grec que va viure al segle iii aC i va guanyar cinc vegades a les carreres a peu a Olímpia.
Va obtenir cinc victòries als Jocs Olímpics, a les curses anomenades estadi i a la diaulos (cursa de mig fons, amb una llargada de dos estadis). A la 129a Olimpíada de l'any 264 aC, va guanyar tant a l'estadi com a la diaulos. Va repetir la victòria a la 130a Olimpíada, al 260 aC, on també va guanyar tant a l'estadi com a la diaulos. La seva cinquena victòria podria haver estat l'any 256 aC, i hauria guanyat a la diaulos.
A més de les seves victòries als Jocs Olímpics, va guanyar onze vegades als Jocs Ístmics, quatre als Jocs Pítics i unes altres quatre als Jocs Nemeus. En total va obtenir 24 victòries. Els seus compatriotes de l'illa de Cos li van fer l'ofrena d'una estàtua a Olímpia.